# کلسیم سوربات
کلسیم سوربات (به انگلیسی: Calcium sorbate) با فرمول شیمیایی C۱۲H۱۴CaO۴ یک ترکیب شیمیایی با شناسه پاب‌کم ۶۴۳۳۵۰۶ است. که جرم مولی آن ۲۶۲٫۳۱۵۱۶ g/mol می‌باشد. 